# FK Qaradağ
Qaradağ Lökbatan Futbol Klubu is een Azerbeidzjaanse voetbalclub uit Lökbatan nabij Bakoe. De club komt uit in de Azərbaycan Birinci Divizionu, de 2de voetbalklasse op de Azerbeidzjaanse voetbalpiramide.
In 2009 werd de club als tweede team van Neftçi Bakoe opgericht als Neftchi-ISM. In 2011 werd de club onafhankelijk en nam de huidige naam aan. In het seizoen 2011/12 won de club de Eerste Divisie maar promoveerde niet naar de Yüksək Dəstə vanwege licentieproblemen. Een jaar later werd de club tweede. 

## Erelijst
- Azərbaycan Birinci Divizionu: 2012
  - runner-up: 2013

## Resultaten
| 4 |

| 4 |

| 1 |

| 2 |

| 3 |

| Eerste Divisie |

| Eerste Divisie |

Bakoe Sportinq ·
Cəbrayıl ·
Difai Ağsu ·
İmişli ·
Karvan Yevlax ·
Mingəçevir ·
MOIK ·
Qäbälä ·
Qaradağ ·
Zaqatala